# Relax (chanson de Frankie Goes to Hollywood)
Pour les articles homonymes, voir Relax.
Singles de Frankie Goes to Hollywood
Two Tribes
(1984)
Relax est le premier single du groupe britannique Frankie Goes to Hollywood. Publiée au Royaume-Uni par ZTT Records le 24 octobre 1983, la chanson a ensuite été incluse dans l'album Welcome to the Pleasuredome sorti en octobre 1984.
Le single connaît un très important succès mondial, se classant en tête des ventes dans plusieurs pays. Au Royaume-Uni, il s'est écoulé à plus de 2 millions d'exemplaires, ce qui en fait le 13e titre le plus vendu dans ce pays. Il est sacré meilleur single britannique à la cérémonie des Brit Awards 1985.

## Enregistrement et promotion
La mainmise du producteur Trevor Horn s'exerce durant tout l'enregistrement de la chanson. Insatisfait par le jeu du groupe, il fait réenregistrer le morceau par les musiciens qui accompagnèrent Ian Dury, The Blockheads, avec notamment Norman Watt-Roy à la basse.  Mais Trevor Horn ne jugeant pas le résultat assez moderne, il fait rajouter des synthés, joués par Andy Richards, et des rythmes électroniques avec l'assistance de J.J. Jeczalik du groupe Art of Noise. Le travail de ces musiciens n'est pas crédité sur le disque. Parmi les membres de Frankie Goes to Hollywood, seul le chant de Holly Johnson est conservé.
La chanson, avec ses paroles suggestives, associée à une campagne promotionnelle dans la presse et un clip (réalisé par Bernard Rose) à l'imagerie ouvertement gay mêlée de sadomasochisme, fait scandale au Royaume-Uni. Chanson et vidéo finissent par être censurées par la BBC, ce qui, paradoxalement, ne fait qu'accroître le succès du disque.
Un second clip est réalisé plus tard, par Godley & Creme. Plus sobre, il montre le groupe interpréter la chanson au milieu d'un spectacle avec des rayons laser.
Relax est utilisé dans un medley  avec le morceau P:Machinery du groupe Propaganda, sous le nom du projet P4F (Propaganda For Frankie).
Le morceau apparait également dans le film Body Double de Brian De Palma dans une séquence filmée à la manière d'un clip vidéo qui devait être exploitée comme véritable clip promotionnel sur les chaînes de télévision. Finalement le groupe n'a pas aimé ce clip et en a fait réaliser un autre.
La chanson est présente dans le film britannique T2 Trainspotting (2017).

## Liste des titres
- Relax se décline en plusieurs versions longues sur différents maxi 45 tours.
- One September Monday, n'est pas une chanson mais l'enregistrement d'un entretien entre les membres du groupe et Paul Morley.
- Ferry Cross the Mersey est une reprise de Gerry and the Pacemakers.

Le disque est ressorti en 1993 et en 2001, parfois remixé, se classant de nouveau dans les charts.
45 tours
1. Relax (move) – 3:52
2. One September Monday – 4:47

Maxi 45 tours
1. Relax (sex mix) - 16:24
2. Ferry Cross the Mersey – 4:03
3. Relax (from soft to hard) – 4:21

Maxi 45 tours
1. Relax (New York mix) - 8:20
2. Ferry Cross the Mersey – 4:03
3. Relax (from soft to hard) – 4:21

Maxi 45 tours
1. Relax (U.S. mix) – 7:20
2. Ferry Cross the Mersey – 4:03
3. Relax (from soft to hard) – 4:21

Maxi 45 tours
1. Relax (Disco mix) - 6:15
2. Ferry Cross the Mersey – 4:03
3. Relax (from soft to hard) – 4:21

Cassette audio
"From Soft To Hard – From Dry To Moist"
1. Relax (The Party Trick) (acting dumb) – 0:36
2. Relax (The Special Act) (adapted from the sex mix) – 7:46
3. Relax (The US Mix) (come dancing) – 4:38
4. Relax (The Single) (the act) – 3:55
5. Later On (from One September Monday) – 1:36
6. Ferry Across The Mersey (...and here I'll stay) – 4:06

CD single (1993)
1. Relax – 3:57
2. Relax MCMXCIII– 3:43

CD maxi, maxi 45 tours, cassette audio (1993)
1. Relax (Jam & Spoon trip - O-Matic Fairn Tale Mix) - 7:50
2. Relax (Jam & Sppon Hi N6R6G Mix) – 7:54
3. Relax (Ollie J Remix) (come dancing) – 6:31
4. Relax (Trip Ship Edit) - 6:10
5. Relax (New York Mix) – 7:26

CD maxi (2001)
1. Relax 4:11
2. One September Monday 4:50
3. Ferry Cross The Mersey 4:06
4. Relax MCMXIII 3:43
5. Relax 4:07 (le clip d'origine)

CD maxi (2001)
1. Relax (Peter Rauhofer's Doomsday Radio Mix) – 3:45
2. Relax (Peter Rauhofer's Doomsday Club Mix) – 9:47
3. Relax (Saeed & Palash Addictive Journey) – 11:16
4. Relax (Coldcut Remix) – 4:59
5. Relax (Peter Rauhofer's Doomsday Dub) – 6:27
6. Relax (Original New York 12" Mix) – 7:31
7. Relax (Original Radio Mix) – 3:54

## Classements hebdomadaires
| Classement (1983-1985)                 | Meilleure position |
| -------------------------------------- | ------------------ |
| Allemagne (GfK Entertainment)          | 1                  |
| Australie (Kent Music Report)          | 5                  |
| Autriche (Ö3 Austria Top 40)           | 4                  |
| Belgique (Flandre Ultratop 50 Singles) | 2                  |
| Canada (100 Singles)                   | 11                 |
| Espagne (AFYVE)                        | 1                  |
| États-Unis (Billboard Hot 100)         | 10                 |
| Europe (Eurochart Hot 100)             | 1                  |
| France (IFOP)                          | 1                  |
| Irlande (IRMA)                         | 3                  |
| Italie (FIMI)                          | 1                  |
| Norvège (VG-lista)                     | 2                  |
| Nouvelle-Zélande (RMNZ)                | 10                 |
| Pays-Bas (Single Top 100)              | 5                  |
| Royaume-Uni (UK Singles Chart)         | 1                  |
| Suède (Sverigetopplistan)              | 4                  |
| Suisse (Schweizer Hitparade)           | 1                  |

| Classement (1993-1994)                 | Meilleure position |
| -------------------------------------- | ------------------ |
| Allemagne (GfK Entertainment)          | 13                 |
| Australie (ARIA)                       | 22                 |
| Autriche (Ö3 Austria Top 40)           | 10                 |
| Belgique (Flandre Ultratop 50 Singles) | 13                 |
| France (SNEP)                          | 21                 |
| Irlande (IRMA)                         | 6                  |
| Norvège (VG-lista)                     | 7                  |
| Nouvelle-Zélande (RMNZ)                | 25                 |
| Pays-Bas (Single Top 100)              | 12                 |
| Royaume-Uni (UK Singles Chart)         | 5                  |
| Suède (Sverigetopplistan)              | 15                 |
| Suisse (Schweizer Hitparade)           | 6                  |

## Certifications
| Pays                  | Certification | Date       | Unités certifiées/Ventes |
| --------------------- | ------------- | ---------- | ------------------------ |
| Canada (Music Canada) | Or            | 01/09/1984 | 50 000                   |
| États-Unis (RIAA)     | Or            | 17/01/1989 | 500 000                  |
| Italie (FIMI)         | Or            | 2023       | 50 000                   |
| Royaume-Uni (BPI)     | Platine       | 01/03/1984 | 2 148 322                |